# Aliança dos Estados do Sahel
A Aliança dos Estados do Sahel (em francês:  Alliance des États du Sahel, AES) é um pacto de defesa mútua criado entre as juntas militares que controlam o Mali, o Níger e o Burkina Faso em 16 de setembro de 2023. O pacto foi criado em meio a crise nigerina de 2023, iniciada na sequência um golpe de Estado ocorrido no Níger, no qual a CEDEAO ameaça intervir militarmente para restituir o governo deposto.
A aliança foi criada para auxiliar contra possíveis ameaças de rebelião armada ou agressão externa, enfatizando que “qualquer ataque à soberania e integridade territorial de uma ou mais partes contratantes será considerado uma agressão contra as outras partes”.